# Vauxhall Velox
Vauxhall Velox/Cresta är en personbil, tillverkad i fem generationer av den brittiska biltillverkaren Vauxhall mellan 1948 och 1972.

## Velox L (1948-51)
Velox L introducerades 1948 tillsammans med den fyrcylindriga systermodellen Wyvern. Konstruktionen var mycket modern, med toppventilsmotor, hydrauliska bromsar, och en självbärande kaross med utbyggt bagageutrymme.
Motor:
| Modell | Motor              | Cylindervolym | Effekt | Bränslesystem   |
| ------ | ------------------ | ------------- | ------ | --------------- |
| L      | 6-cyl radmotor ohv | 2275 cm³      | 54 hk  | Enkel förgasare |

## Velox/Cresta E (1951-57)
1951 kom Velox E med en större pontonkaross. Redan efter ett år fick modellen en ny, kortslagig motor. Den fanns med två olika effektuttag, beroende på kompressionsförhållande.
1954 kompletterades programmet med den exklusivare Vauxhall Cresta. Den hade lyxigare interiör och tvåtonslack.
Motor:
| Modell | Motor              | Cylindervolym | Effekt   | Bränslesystem   |
| ------ | ------------------ | ------------- | -------- | --------------- |
| E      | 6-cyl radmotor ohv | 2275 cm³      | 55 hk    | Enkel förgasare |
| E      | 6-cyl radmotor ohv | 2262 cm³      | 64-68 hk | Enkel förgasare |

## Velox/Cresta PA (1957-62)
Hösten 1957 kom Velox/Cresta PA. Liksom den tyska koncernkollegan Opel Kapitän var karossen influerad av det rådande amerikanska modet, med fenor och panoramaruta fram. Även bakrutan gick runt hörnen och var tredelad som på Buick och Oldsmobile från den här tiden.
Hösten 1959 kom en lätt ansiktslyftning med bland annat hel bakruta. Ett år senare fick PA-modellen större motor.
Den fristående karossbyggaren Friary byggde en kombi-version.
Motor:
| Modell | Motor              | Cylindervolym | Effekt | Bränslesystem   |
| ------ | ------------------ | ------------- | ------ | --------------- |
| PA     | 6-cyl radmotor ohv | 2262 cm³      | 82 hk  | Enkel förgasare |
| PA     | 6-cyl radmotor ohv | 2651 cm³      | 95 hk  | Enkel förgasare |

## Velox/Cresta PB (1962-65)
Efter den extravaganta PA-modellen kom reaktionen med Velox/Cresta PB hösten 1962. Den konservativa karossen var större än företrädaren, men tekniken var densamma. Vauxhall erbjöd nu en egen kombi-modell.
Till 1965 fick PB-modellen större motor. Detta blev sista årsmodellen för Velox-versionen.
Motor:
| Modell | Motor              | Cylindervolym | Effekt | Bränslesystem   |
| ------ | ------------------ | ------------- | ------ | --------------- |
| PB     | 6-cyl radmotor ohv | 2651 cm³      | 95 hk  | Enkel förgasare |
| PB     | 6-cyl radmotor ohv | 3293 cm³      | 115 hk | Enkel förgasare |

## Cresta/Viscount PC (1965-72)
Hösten 1965 kom Cresta PC med en ny, större kaross. Cresta var nu basversionen, medan den lyxiga Viscount erbjöd automatlåda, servostyrning, instrumentbräda i trä och vinyltak som standard.
När PC-modellen lades ned 1972 upphörde tillverkningen av stora Vauxhall-bilar.
Motor:
| Modell | Motor              | Cylindervolym | Effekt | Bränslesystem   |
| ------ | ------------------ | ------------- | ------ | --------------- |
| PC     | 6-cyl radmotor ohv | 2651 cm³      | 95 hk  | Enkel förgasare |
| PC     | 6-cyl radmotor ohv | 3293 cm³      | 125 hk | Enkel förgasare |